# Copa Sony Ericsson Colsanitas 2012
Copa Sony Ericsson Colsanitas 2012 var en professionel tennisturnering for kvinder, der blev spillet udendørs på grus. Det var den 20. udgave af turneringen, der er en del af WTA Tour 2012. Kampene blev afviklet i Bogotá, Colombia, fra 13. februar til den 19. februar, 2012.

## Finalerne

### Damesingle
Uddybende artikel: Copa Sony Ericsson Colsanitas 2012 (damesingle)
- Lara Arruabarrena-Vecino def.  Alexandra Panova 6–2, 7–5
- Det var Arruabarrena-Vecino's første titel i karrieren.

### Damedouble
Uddybende artikel: Copa Sony Ericsson Colsanitas 2012 (damedouble)
- Eva Birnerová /  Alexandra Panova def.  Mandy Minella /  Stefanie Vögele, 6–2, 6–2

## External links
- Official website